# Winfield, Texas
Winfield là một thành phố thuộc quận Titus, tiểu bang Texas, Hoa Kỳ. Năm 2010, dân số của xã này là 524 người.

## Dân số
- Dân số năm 2000: 499 người.
- Dân số năm 2010: 524 người.